# Scotch Grove Township (comté de Jones, Iowa)
Scotch Grove Township est un township du comté de Jones en Iowa, aux États-Unis,.
Il est fondé en 1855.

## Source de la traduction
- (en) Cet article est partiellement ou en totalité issu de l’article de Wikipédia en anglais intitulé « Scotch Grove Township, Jones County, Iowa » (voir la liste des auteurs).